# Schinus praecox
Schinus praecox är en sumakväxtart som beskrevs av Carlos Luis Spegazzini. Schinus praecox ingår i släktet Schinus och familjen sumakväxter. Inga underarter finns listade i Catalogue of Life.